# سيان بروك
سيان بروك (بالإنجليزية: Sian Brooke)‏ هي ممثلة بريطانية، ولدت في 1980 في المملكة المتحدة.

## أعمال

### أفلام
- (2018)  سقوط[6][6]

## وصلات خارجية
- سيان بروك على موقع IMDb (الإنجليزية)
- سيان بروك على موقع قاعدة بيانات الفيلم (الإنجليزية)